# You're Going to Lose That Girl
«You're Going to Lose That Girl» es una canción de la banda británica de rock The Beatles de su álbum Help! de 1965. La canción fue escrita principalmente por John Lennon (acreditada como Lennon-McCartney), con un gran trabajo en los coros de Paul y George.
The Beatles cantaron "You're Going to Lose That Girl" en una escena de Help! en la cual aparecen en un estudio de grabación, filmada exactamente en los estudios Twickenham. El tema es interrumpido cuando la banda que persigue a Ringo corta, desde la habitación de abajo, un círculo alrededor de su batería. Escrita principalmente por John, se trata de una advertencia a un hombre no identificado de que si él no comienza a tratar bien a su chica él (John) se la quitará, desarrollando un tema que ya había bosquejado en "She Loves You".

## Personal
- John Lennon: voz principal y guitarra electroacústica rítmica (Gibson J-160e enchufada).
- Paul McCartney: bajo (Höfner 500/1 63'), piano (Stainway Hamburg Baby Grand) y coros.
- George Harrison: guitarra principal (Fender Stratocaster), guitarra eléctrica (Gretsch Tennessean) y coros.
- Ringo Starr: batería (Ludwig Super Classic) y bongos.

Personal por The Beatles Bible.